# Лос-Кристианос
Лос-Кристианос (исп. Los Cristianos) — курортный небольшой город в Испании, входит в провинцию Санта-Крус-де-Тенерифе в составе автономного сообщества Канарские острова. Находится на острове Тенерифе. Население 21 235 человека (на 2017 год).
Город входит в состав муниципалитета Арона, располагаясь между горами Чайофита и Гуаза. Центр города формируется вокруг залива Лос-Кристианос.
Западная часть Лос-Кристианоса известна с XVI века, как небольшая рыбацкая деревушка. Восточная же часть представляет собой исключительно туристическую зону.

## Пляжи Лос-Кристианоса
В Лос-Кристианосе 2 крупных пляжа: Пляж Лос-Кристианос (Playa de los Cristianos) и Пляж Лас-Вистас (Playa las Vistas). Пляж Лос-Кристианос располагается у самого порта, длина его около 1 километра, ширина  —  около 40 метров. Пляж Лас-Вистас находится западнее, его длина тоже 1 километр, а ширина достигает 100 метров.